# حسن‌آباد (ندوشن)
حسن‌آباد روستایی در دهستان صدرآباد بخش ندوشن شهرستان میبد استان یزد ایران است.

## جمعیت
بر پایه سرشماری عمومی نفوس و مسکن در سال ۱۳۹۵ جمعیت این مکان ۱۵ نفر (۴خانوار) بوده‌است.